# 鹿楼乡
鹿楼乡，是中华人民共和国河南省鹤壁市山城区下辖的一个乡镇级行政单位。2012年8月31日撤销，设立宝山、大胡2街道办事处。宝山街道辖桐家庄、胡丰、南爻、东扒厂、西扒厂、后营、大峪7建制村和小庄、寺湾、张庄、西鹿楼、鹿楼、故县6社区居委会，人口5.2万人，办公地址设在原鹿楼乡人民政府；大胡街道辖凉水井、西爻头、马庄、汪流涧、肥泉5建制村和中爻头、东爻头、陈家湾、大胡、罗村、元泉6社区居委会，人口5.1万人。办公地设在大胡社区居委会。

## 行政区划
鹿楼乡下辖以下地区：
鹿楼社区、故县社区、小庄社区、东爻头社区、陈家湾社区、中爻头社区、寺湾社区、张庄社区、西鹿楼社区、东扒厂村、西扒厂村、南爻村、胡丰村、桐家庄村、后营村和大峪村。